# Ferme du Castrum
La ferme du Castrum (en néerlandais : Castrum hoeve) est une ferme de plan carré, située à Haren au nord-est de Bruxelles. La ferme qui s'est développée autour d'un donjon de défense (castrum), est née d'un démembrement du domaine ducal[incompréhensible] et témoigne de la volonté des ducs de Brabant de valoriser leurs domaines.

## Histoire
La plus ancienne mention apparait en 1322 : « Apud Haeren, juxta castrum ibidem » (« À Haeren, près dudit castrum »). Il s'agit donc de l'écrit auquel se réfère Alphonse Wauters.

« La famille Vandernoot possédait à Haeren, de temps immémorial, un château et une ferme, situés près de la Ganseweyde. C'est le castrum, camp ou plutôt forteresse, dont d'anciens actes signalent l'existence à Haeren. Dans le principe ce bien appartenait aux De Hertoghe. »

— Alphonse Wauters, Histoire des environs de Bruxelles, 1855.
Cette ferme qui témoigne de la volonté de ses propriétaires de valoriser les terres alentour, ainsi que le château dont elle dépendait, sont bien visibles sur la carte de Ferraris levée en 1777. 
Elle est aujourd'hui habitée.